# Скоморохов Олександр Олександрович
Олекса́ндр Олекса́ндрович Скоморо́хов (*22 лютого (6 березня) 1874, Ставрополь — †22 серпня 1946) — професор-електротехнік, заслужений діяч науки УРСР (з 1945 року).
Один із засновників вищої електротехнічної освіти в Україні, основоположник української школи електромеханіки.

## Біографія
Народився 22 лютого (6 березня) 1874 року у Ставрополі. У 1903 році закінчив Петербурзький технологічний інститут.
З 1911 року почав педагогічну діяльність в Київському політехнічному інституті, де був одним з організаторів електротехнічного факультету (з 1925 року — професор). У 1933–1941 роках — професор Харківського електротехнічного інституту. Член ВКП(б) (з 1938 року).
Від 1944 року — професор Київського політехнічного інституту, ініціатор створення та перший завідувач кафедри електричних машин та електрифікації промислових підприємств (нині — кафедри електромеханіки).
Помер 22 серпня 1946 року. Похований у Києві на Лук'янівському цвинтарі. За могилою ніхто не доглядав більш ніж півстоліття. Завдяки співробітницям Державного історико-меморіального Лук'янівського заповідника (начальник відділу охорони та збереження пам'яток Борисюк Оксана Петрівна та інженер відділу ОЗП Даниленко Оксана Анатоліївна) місце, де покоїться Олександр Скоморохов, вдалося встановити (21 ділянка, 6 ряд, 5 місце). В 2015 на місці поховання встановлений пам'ятний знак.

## Наукова діяльність
Основні праці Олександра Скоромохова відносяться до області електричних машин. У 1928 році запропонував новий тип асинхронної каскадної муфти (патент № 16061, 1930, разом з А. О. Лобком), що знайшла застосування на тепловозах, суднах тощо. Є автором одного з перших в УРСР підручників з електротехніки.
Твори:
- Электрическая муфта асинхронного типа, «Электричество», 1928, № 3—4;
- Работа асинхронного злучника, «Вісті Київського політехнічного інституту», 1929, кн. 2, від. 1;
- Трансформаторы. Теория и расчет, Киев. 1930;
- Основи загальної електротехніки, Харків — Київ, 1932.